# Amtsgericht Zöblitz
Das Amtsgericht Zöblitz war ein Gericht der ordentlichen Gerichtsbarkeit und ein Amtsgericht in Sachsen mit Sitz in Zöblitz.

## Geschichte
In Zöblitz bestand bis 1879 das Gerichtsamt Zöblitz als Eingangsgericht. Im Rahmen der Reichsjustizgesetze wurden 1879 im Königreich Sachsen die Gerichtsämter aufgehoben und Amtsgerichte, darunter das Amtsgericht Zöblitz, geschaffen. Der Gerichtssprengel umfasste Zöblitz, Ansprung mit Hüttstadt, Blumenau, Einsiedel-Sensenhammer, Grünthal, Grundau, Lauterbach mit Hüttengrund, Niederlauterstein, Niedernatzschung, Obernatzschung, Olbernhau mit Leibnitzdörfel, Bauerndorf, Grünthal, Hüttenreihe, Kerbe, Pfebe, Pulvermühle und Rungstock, Pobershau (Amts- und Rathsseite), Rittersberg mit Karrenmühle und Scheibe, Rothenthal, Rübenau mit Gasse, Haidehäuser, Hirschberg, Hradschin, Kriegwald und Lochmühle, Schloßmühle bei Zöblitz, Sorgau und das Kriegwalder, Lauterbacher und das Olbernhauer Forstrevier. Das Amtsgericht Zöblitz war eines von 15 Amtsgerichten im Bezirk des Landgerichtes Freiberg. Der Amtsgerichtsbezirk umfasste danach 25.795 Einwohner. Das Gericht hatte zwei Richterstellen und war damals ein mittelgroßes Amtsgericht im Landgerichtsbezirk. Zum 1. Juli 1883 wurde Lauterbach vom Amtsgericht Zöblitz dem Amtsgericht Marienberg zugewiesen. Im Jahre 1895 wurde das Amtsgericht Olbernhau gebildet. Das Amtsgericht Zöblitz gab Olbernhau mit Leibnitzdörfel, Bauerndorf, Grünthal, Hüttenreihe, Kerbe, Pfebe, Rungstock, Pulver-, Herren-, Hütten- und Rungstockmühle, Haungut, neue Schänke, Gut Obere Stute und Haus Schanze, Blumenau, Kupferhammer-Grünthal, Rothenthal und das Olbernhauer Forstrevier an das neu gebildete Gericht ab.
Das Amtsgericht Zöblitz wurde kriegsbedingt zum 21. Juni 1943 stillgelegt und 1947 endgültig aufgelöst. Das Amtsgericht Marienberg übernahm seine Aufgaben. Das Handelsregister für die in den Orten Rübenau, Ansprung und Sorgau ansässigen Firmen wurde bis 1944 durch das Amtsgericht Olbernhau geführt.

## Gerichtsgebäude

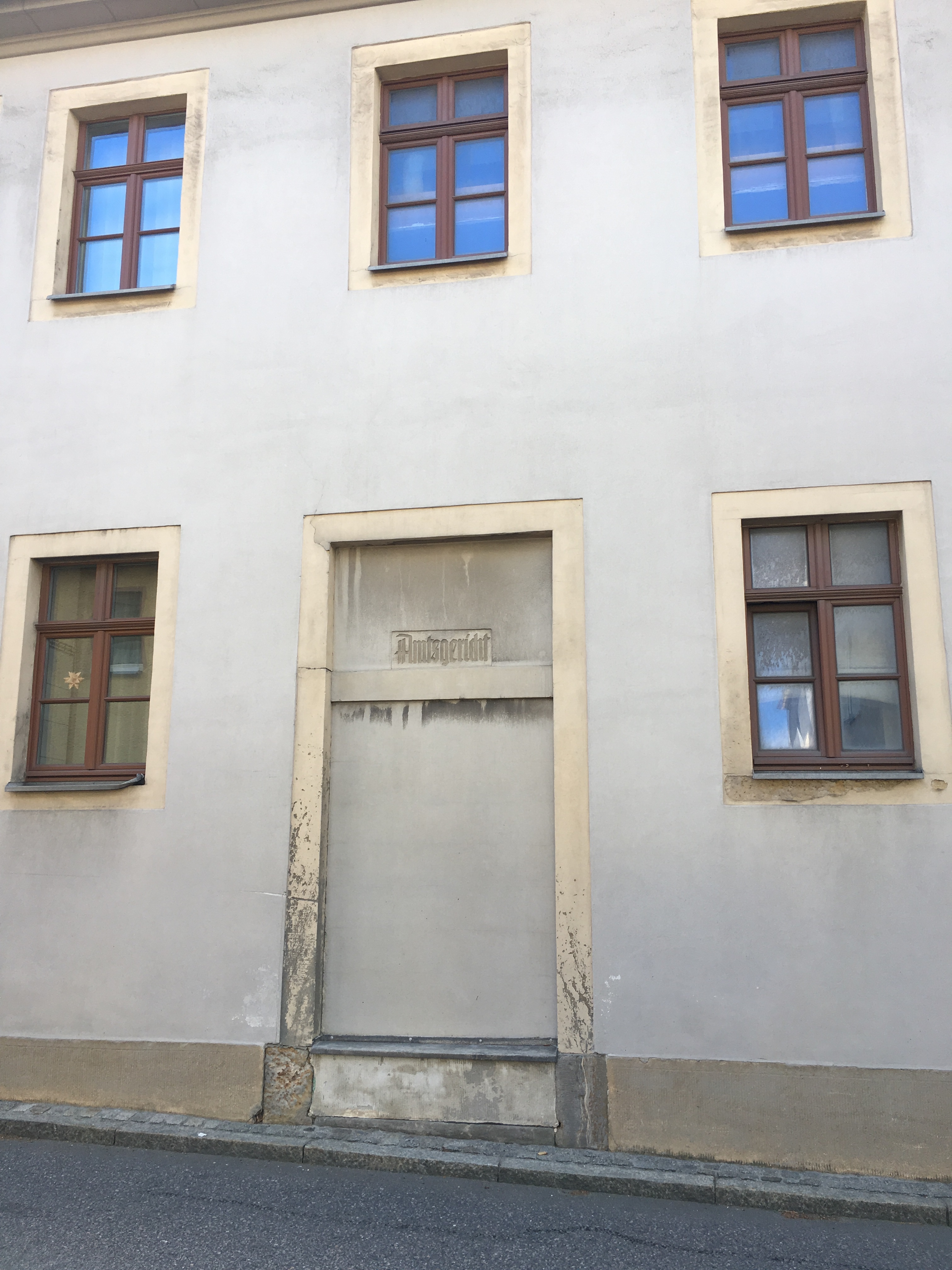
Ehem. Gerichtsgebäude (2018)

Das Amtsgerichtsgebäude (Bahnhofstraße 1) – in halboffener Bebauung und in Ecklage – steht unter Denkmalschutz. Es wird heute als Heimat- und Serpentinsteinmuseum genutzt.